# Strada statale 255 di San Matteo Decima
La ex strada statale 255 di San Matteo Decima (SS 255), ora strada provinciale 255 R San Matteo Decima (SP 255 R) in provincia di Modena, strada provinciale 255 R di San Matteo della Decima (SP 255 R) in provincia di Bologna e strada provinciale 66 R di San Matteo della Decima (SP 66 R) in provincia di Ferrara, è una strada provinciale italiana che collega Modena a Ferrara attraversando la parte nord-occidentale della provincia di Bologna.

## Percorso
Inizia a Modena e si snoda verso est su un tipico percorso di pianura: dopo pochi chilometri attraversa il centro di Nonantola ed entra nel bolognese. Qui tocca Sant'Agata Bolognese e San Giovanni in Persiceto (dove interseca l'ex SS 568 di Crevalcore), poi inizia a deviare verso nord e, dopo aver attraversato la frazione di San Matteo della Decima, dalla quale la strada prende il nome, entra nel Ferrarese. Prosegue quindi attraverso l'importante località di Cento, Sant'Agostino, Mirabello (dove s'immette l'ex SS 468 di Correggio) e arriva in località Cassana (nel comune di Ferrara), dove s'immette nell'ex strada statale 496 Virgiliana.
In seguito al decreto legislativo n. 112 del 1998, dal 2001 la gestione è passata dall'ANAS alla Regione Emilia-Romagna, che ha provveduto al trasferimento dell'infrastruttura al demanio della Provincia di Modena, della Provincia di Bologna e della Provincia di Ferrara per le tratte territorialmente competenti.
Dal 7 aprile 2021 la tratta dal kilometro 57+070 (Innesto con la SS468 a Mirabello) al kilometro 64+663 (Innesto con la SS496 a bivio Cassana) è ritornata in gestione Anas con il piano "Rientro strade".